# Sportverein Darmstadt 1898 1990-1991
Questa voce raccoglie le informazioni riguardanti lo Sportverein Darmstadt 1898 nelle competizioni ufficiali della stagione 1990-1991.

## Stagione
Nella stagione 1990-1991 il Darmstadt, allenato da Jürgen Sparwasser, concluse il campionato di 2. Bundesliga al 17º posto. In Coppa di Germania il Darmstadt fu eliminato al primo turno dal Kickers Stoccarda.

## Rosa
| N. |                     | Ruolo | Calciatore      |
| -- | ------------------- | ----- | --------------- |
|    | Germania (bandiera) | P     | Tom Eilers      |
|    | Germania (bandiera) | P     | Wilhelm Huxhorn |
|    | Germania (bandiera) | D     | Freddy Heß      |
|    | Germania (bandiera) | D     | Yvo Hoffmann    |
|    | Germania (bandiera) | D     | Roger Prinzen   |
|    | Germania (bandiera) | D     | Rainer Scholz   |
|    | Germania (bandiera) | D     | Ulf Schott      |
|    | Germania (bandiera) | D     | Markus Sittardt |
|    | Germania (bandiera) | C     | Jürgen Baier    |
|    | Germania (bandiera) | C     | Dirk Bakalorz   |
|    | Germania (bandiera) | C     | Michael Blättel |

| N. |                     | Ruolo | Calciatore        |
| -- | ------------------- | ----- | ----------------- |
|    | Cina (bandiera)     | C     | Gu Guangming      |
|    | Germania (bandiera) | C     | Sven Härter       |
|    | Germania (bandiera) | C     | Christian Heide   |
|    | Germania (bandiera) | C     | Martin Kowalewski |
|    | Germania (bandiera) | C     | Rafael Sánchez    |
|    | Germania (bandiera) | C     | Stephan Täuber    |
|    | Germania (bandiera) | A     | Henrik Eichenauer |
|    | Germania (bandiera) | A     | Dieter Gutzler    |
|    | Germania (bandiera) | A     | Thomas Kloss      |
|    | Germania (bandiera) | A     | Thomas Weiß       |
|    | Germania (bandiera) | A     | Holger Wolf       |

## Organigramma societario
Area tecnica
- Allenatore: Jürgen Sparwasser
- Allenatore in seconda:
- Preparatore dei portieri:
- Preparatori atletici:

## Calciomercato

### Sessione estiva
| Acquisti | Acquisti        | Acquisti                 | Acquisti |
| R.       | Nome            | da                       | Modalità |
| -------- | --------------- | ------------------------ | -------- |
| C        | Dirk Bakalorz   | Eintracht Francoforte    |          |
| D        | Leo Čaić        | Eintracht Francoforte II |          |
| C        | Christian Heide | Eintracht Francoforte    |          |
| C        | Rafael Sánchez  | Edenkoben                |          |
| A        | Thomas Weiß     | Eintracht Francoforte    |          |

| Cessioni | Cessioni       | Cessioni                 | Cessioni |
| R.       | Nome           | a                        | Modalità |
| -------- | -------------- | ------------------------ | -------- |
| D        | Leo Čaić       | Eintracht Francoforte II |          |
| P        | Rainer Berg    | Monaco 1860              |          |
| D        | Frank Dörr     | SG Egelsbach             |          |
| C        | Dietmar Feucht | Pfullendorf              |          |
| D        | Volker Kispert | Pfeddersheim             |          |
| A        | Uwe Kuhl       | FSV Francoforte          |          |
| C        | Rudi Thömmes   | Salmrohr                 |          |

### Sessione invernale
| Acquisti | Acquisti | Acquisti | Acquisti |
| R.       | Nome     | da       | Modalità |
| -------- | -------- | -------- | -------- |

| Cessioni | Cessioni   | Cessioni     | Cessioni |
| R.       | Nome       | a            | Modalità |
| -------- | ---------- | ------------ | -------- |
| A        | Tomáš Kříž | Chmel Blšany |          |

## Risultati

### 2. Bundesliga

#### Girone di andata
| Arbitro: | Neuner |

|                                  |           |  |
| Cayasso 13’ Moutas 46’ Marin 84’ | Marcatori |  |

| Darmstadt 7 agosto 1990, ore 19:30 CEST 2ª giornata | Darmstadt | 0 – 0 referto | Homburg | Stadion am Böllenfalltor (4 200 spett.)\| Arbitro: \| Albrecht \| |
| Arbitro:                                            | Albrecht  |               |         |                                                                   |

| Arbitro: | Berg |

|             |           |  |
| Terhaar 28’ | Marcatori |  |

| Darmstadt 18 agosto 1990, ore 15:00 CEST 4ª giornata | Darmstadt | 0 – 0 referto | Oldenburg | Stadion am Böllenfalltor (3 500 spett.)\| Arbitro: \| Dellwing \| |
| Arbitro:                                             | Dellwing  |               |           |                                                                   |

| Arbitro: | Jansen |

|               |           |                      |
| Grün 10’, 57’ | Marcatori | 65’ Weiß 86’ Blättel |

| Arbitro: | Kasper |

|                              |           |                          |
| Baier 48’ (rig.) Sánchez 61’ | Marcatori | 17’ (rig.) Schlotterbeck |

| Arbitro: | Wiesel |

|          |           |          |
| Ruof 61’ | Marcatori | 34’ Weiß |

| Arbitro: | Krug |

|               |           |                     |
| Eichenauer 7’ | Marcatori | 35’ Aussem 79’ Friz |

| Arbitro: | Theobald |

|                            |           |  |
| Helmig 29’, 82’ Basler 87’ | Marcatori |  |

| Arbitro: | Kentsch |

|                |           |  |
| Eichenauer 30’ | Marcatori |  |

| Arbitro: | Ronig |

|                |           |  |
| Eichenauer 40’ | Marcatori |  |

| Arbitro: | Gangkofer |

|                    |           |  |
| Adler 55’ Levý 79’ | Marcatori |  |

| Arbitro: | Matheis |

|                        |           |          |
| Täuber 32’ Gutzler 85’ | Marcatori | 48’ Aden |

| Arbitro: | Domurat |

|            |           |                                            |
| Kühnel 54’ | Marcatori | 1’ Bakalorz 27’, 75’ Täuber 28’ Eichenauer |

| Arbitro: | Kuhne |

|                                                 |           |                      |
| Täuber 37’ Blättel 57’, 83’ Eichenauer 65’, 84’ | Marcatori | 49’, 80’ Capocchiano |

| Arbitro: | Brückner |

|  |           |                                                          |
|  | Marcatori | 6’ Eichenauer 37’ Heß 43’, 69’ Bakalorz 58’ (rig.) Baier |

| Arbitro: | Feistner |

|                             |           |                                |
| Baier 24’ (rig.) Täuber 77’ | Marcatori | 33’ (rig.) Tönnies 80’ Hajszán |

| Arbitro: | Blüthgen |

|                                          |           |                |
| Wolff 23’, 78’ Hecking 72’ Siebrecht 83’ | Marcatori | 46’ Eichenauer |

| Arbitro: | Strampe |

|                  |           |                              |
| Prinzen 15’, 77’ | Marcatori | 23’ Borodjuk 53’ Anderbrügge |

#### Girone di ritorno
| Arbitro: | Buchhart |

|  |           |                   |
|  | Marcatori | 7’ Keim 62’ Marin |

| Arbitro: | Merk |

|             |           |  |
| Cardoso 82’ | Marcatori |  |

| Darmstadt 19 marzo 1991, ore 19:30 CET 22ª giornata | Darmstadt | 0 – 0 referto | Preußen Münster | Stadion am Böllenfalltor (2 000 spett.)\| Arbitro: \| Neuner \| |
| Arbitro:                                            | Neuner    |               |                 |                                                                 |

| Arbitro: | Holst |

|                      |           |  |
| Drulák 45’, 58’, 83’ | Marcatori |  |

| Arbitro: | Fröhlich |

|        |           |  |
| Gu 78’ | Marcatori |  |

| Arbitro: | Domurat |

|           |           |                       |
| Spies 27’ | Marcatori | 55’ Blättel 68’ Kloss |

| Arbitro: | Kentsch |

|  |           |           |
|  | Marcatori | 65’ Klopp |

| Arbitro: | Gochermann |

|                    |           |            |
| Seufert 90’ (rig.) | Marcatori | 58’ Täuber |

| Arbitro: | Gangkofer |

|                                       |           |                 |
| Eichenauer 47’ Sánchez 63’ Täuber 75’ | Marcatori | 85’, 89’ Kontny |

| Arbitro: | Assenmacher |

|                            |           |                |
| Heuermann 8’ Heß 9’ (aut.) | Marcatori | 59’ Eichenauer |

| Arbitro: | Harder |

|            |           |  |
| Preetz 23’ | Marcatori |  |

| Arbitro: | Aust |

|                |           |                   |
| Eichenauer 25’ | Marcatori | 74’ (rig.) Motzke |

| Arbitro: | Jansen |

|          |           |  |
| Rose 85’ | Marcatori |  |

| Arbitro: | Matheis |

|               |           |             |
| Eichenauer 6’ | Marcatori | 21’ Heskamp |

| Arbitro: | Ronig |

|                                       |           |                                      |
| Capocchiano 34’ (rig.), 66’ Wilke 76’ | Marcatori | 14’ Kloss 38’ Blättel 48’ Eichenauer |

| Arbitro: | Blüthgen |

|                                   |           |                                  |
| Bakalorz 64’ Täuber 72’ Kloss 82’ | Marcatori | 24’, 51’ Baranowski 84’ Drenkard |

| Arbitro: | Holst |

|                  |           |  |
| Tönnies 43’, 74’ | Marcatori |  |

| Arbitro: | Mölm |

|             |           |            |
| Sánchez 26’ | Marcatori | 36’ Naawuh |

| Arbitro: | Steinborn |

|              |           |  |
| Borodjuk 78’ | Marcatori |  |

### Coppa di Germania
| Arbitro: | Scheuerer |

|                                          |           |  |
| Moutas 45’, 83’, 85’ (rig.) Schwartz 87’ | Marcatori |  |

## Statistiche

### Statistiche di squadra
| Competizione      | Punti | In casa | In casa | In casa | In casa | In casa | In casa | In trasferta | In trasferta | In trasferta | In trasferta | In trasferta | In trasferta | Totale | Totale | Totale | Totale | Totale | Totale | DR  |
| Competizione      | Punti | G       | V       | N       | P       | Gf      | Gs      | G            | V            | N            | P            | Gf           | Gs           | G      | V      | N      | P      | Gf     | Gs     | DR  |
| ----------------- | ----- | ------- | ------- | ------- | ------- | ------- | ------- | ------------ | ------------ | ------------ | ------------ | ------------ | ------------ | ------ | ------ | ------ | ------ | ------ | ------ | --- |
| 2. Bundesliga     | 33    | 19      | 7       | 9       | 3       | 26      | 21      | 19           | 3            | 4            | 12           | 20           | 33           | 38     | 10     | 13     | 15     | 46     | 54     | -8  |
| Coppa di Germania | -     | 0       | 0       | 0       | 0       | 0       | 0       | 1            | 0            | 0            | 1            | 0            | 4            | 1      | 0      | 0      | 1      | 0      | 4      | -4  |
| Totale            | 33    | 19      | 7       | 9       | 3       | 26      | 21      | 20           | 3            | 4            | 13           | 20           | 37           | 39     | 10     | 13     | 16     | 46     | 58     | -12 |

### Andamento in campionato
| Giornata  | 1  | 2  | 3  | 4  | 5  | 6  | 7  | 8  | 9  | 10 | 11 | 12 | 13 | 14 | 15 | 16 | 17 | 18 | 19 | 20 | 21 | 22 | 23 | 24 | 25 | 26 | 27 | 28 | 29 | 30 | 31 | 32 | 33 | 34 | 35 | 36 | 37 | 38 |
| --------- | -- | -- | -- | -- | -- | -- | -- | -- | -- | -- | -- | -- | -- | -- | -- | -- | -- | -- | -- | -- | -- | -- | -- | -- | -- | -- | -- | -- | -- | -- | -- | -- | -- | -- | -- | -- | -- | -- |
| Luogo     | T  | C  | T  | C  | T  | C  | T  | C  | T  | C  | C  | T  | C  | T  | C  | T  | C  | T  | C  | C  | T  | C  | T  | C  | T  | C  | T  | C  | T  | T  | C  | T  | C  | T  | C  | T  | C  | T  |
| Risultato | P  | N  | P  | N  | N  | V  | N  | P  | P  | V  | V  | P  | V  | V  | V  | V  | N  | P  | N  | P  | P  | N  | P  | V  | V  | P  | N  | V  | P  | P  | N  | P  | N  | N  | N  | P  | N  | P  |
| Posizione | 19 | 18 | 18 | 18 | 16 | 15 | 14 | 18 | 19 | 18 | 14 | 14 | 13 | 12 | 12 | 8  | 8  | 9  | 9  | 11 | 11 | 11 | 11 | 12 | 10 | 11 | 12 | 11 | 13 | 14 | 14 | 14 | 14 | 14 | 14 | 16 | 15 | 17 |

Legenda:

Luogo: C = Casa; T = Trasferta. Risultato: V = Vittoria; N = Pareggio; P = Sconfitta.

### Statistiche dei giocatori
| Giocatore     | 2. Bundesliga | 2. Bundesliga | 2. Bundesliga | 2. Bundesliga | Coppa di Germania | Coppa di Germania | Coppa di Germania | Coppa di Germania | Totale   | Totale | Totale      | Totale     |
| Giocatore     | Presenze      | Reti          | Ammonizioni   | Espulsioni    | Presenze          | Reti              | Ammonizioni       | Espulsioni        | Presenze | Reti   | Ammonizioni | Espulsioni |
| ------------- | ------------- | ------------- | ------------- | ------------- | ----------------- | ----------------- | ----------------- | ----------------- | -------- | ------ | ----------- | ---------- |
| J. Baier      | 37            | 3             | 5             | 0             | 1                 | 0                 | 1                 | 0                 | 38       | 3      | 6           | 0          |
| D. Bakalorz   | 17            | 4             | 7             | 0             | 0                 | 0                 | 0                 | 0                 | 17       | 4      | 7           | 0          |
| M. Blättel    | 33            | 5             | 6             | 0             | 1                 | 0                 | 0                 | 0                 | 34       | 5      | 6           | 0          |
| H. Eichenauer | 33            | 13            | 5             | 1             | 1                 | 0                 | 0                 | 0                 | 34       | 13     | 5           | 1          |
| T. Eilers     | 0             | 0             | 0             | 0             | 0                 | 0                 | 0                 | 0                 | 0        | 0      | 0           | 0          |
| G. Gu         | 23            | 1             | 3             | 0             | 0                 | 0                 | 0                 | 0                 | 23       | 1      | 3           | 0          |
| D. Gutzler    | 13            | 1             | 1             | 0             | 1                 | 0                 | 0                 | 0                 | 14       | 1      | 1           | 0          |
| C. Heide      | 13            | 0             | 1             | 0             | 1                 | 0                 | 1                 | 0                 | 14       | 0      | 2           | 0          |
| F. Heß        | 37            | 1             | 6             | 0             | 1                 | 0                 | 0                 | 0                 | 38       | 1      | 6           | 0          |
| Y. Hoffmann   | 20            | 0             | 4             | 0             | 0                 | 0                 | 0                 | 0                 | 20       | 0      | 4           | 0          |
| W. Huxhorn    | 38            | 0             | 1             | 0             | 1                 | 0                 | 0                 | 0                 | 39       | 0      | 1           | 0          |
| S. Härter     | 1             | 0             | 0             | 0             | 0                 | 0                 | 0                 | 0                 | 1        | 0      | 0           | 0          |
| T. Kloss      | 15            | 3             | 1             | 0             | 0                 | 0                 | 0                 | 0                 | 15       | 3      | 1           | 0          |
| M. Kowalewski | 28            | 0             | 5             | 0             | 1                 | 0                 | 1                 | 0                 | 29       | 0      | 6           | 0          |
| T. Kříž       | 2             | 0             | 0             | 0             | 0                 | 0                 | 0                 | 0                 | 2        | 0      | 0           | 0          |
| R. Prinzen    | 23            | 2             | 1             | 0             | 0                 | 0                 | 0                 | 0                 | 23       | 2      | 1           | 0          |
| R. Scholz     | 33            | 0             | 3             | 1             | 1                 | 0                 | 0                 | 0                 | 34       | 0      | 3           | 1          |
| U. Schott     | 12            | 0             | 2             | 0             | 0                 | 0                 | 0                 | 0                 | 12       | 0      | 2           | 0          |
| M. Sittardt   | 1             | 0             | 0             | 1             | 1                 | 0                 | 0                 | 0                 | 2        | 0      | 0           | 1          |
| R. Sánchez    | 36            | 3             | 3             | 0             | 0                 | 0                 | 0                 | 0                 | 36       | 3      | 3           | 0          |
| S. Täuber     | 36            | 8             | 6             | 0             | 1                 | 0                 | 0                 | 0                 | 37       | 8      | 6           | 0          |
| T. Weiß       | 27            | 2             | 3             | 0             | 1                 | 0                 | 0                 | 0                 | 28       | 2      | 3           | 0          |
| H. Wolf       | 1             | 0             | 0             | 0             | 0                 | 0                 | 0                 | 0                 | 1        | 0      | 0           | 0          |
| L. Čaić       | 0             | 0             | 0             | 0             | 1                 | 0                 | 0                 | 0                 | 1        | 0      | 0           | 0          |